# What Will the Neighbours Say?
What Will the Neighbours Say? (deutsch: Was werden die Nachbarn sagen?) ist das zweite Album der britischen Girlgroup Girls Aloud. Das Album wurde am 29. November 2004 in England veröffentlicht und dort mit Doppel-Platin ausgezeichnet.

## Hintergrundinformationen
Wegen des großen Erfolgs des Debütalbums der Band beschloss die Plattenfirma Polydor das komplette zweite Album von Brian Higgins und Xenomania produzieren zu lassen. Das Album wurde von April bis September 2004 aufgenommen. Der Titel des Albums ist abgeleitet von der Zeile What will the neighbours say this time? aus dem Song Love Machine, welcher wiederum Bezug auf eine Zeile der Debütsingle Sound of the Underground nimmt.
Im Gegensatz zum Debütalbum wurde das zweite Album mehr von Stilrichtungen wie Electro-Pop und elektronischer Dance-Musik beeinflusst. Besonders oft kommen Synthesizer zum Einsatz. Aber auch klassische Instrumente wie Gitarren finden in vielen Songs Verwendung.
Der Song Jump (for My Love), ein Cover der Pointer Sisters, war schon auf der Wiederveröffentlichung des Debütalbums enthalten. Die beiden Songs Deadlines & Diets sowie Here We Go sind Cover von einer der Mitglieder von Xenomania, Miranda Cooper, welche zuvor unter dem Künstlernamen Moonbaby Musik veröffentlicht hatte. Der Song Graffiti My Soul enthält ein Sample des Songs It's Not the Drug von Peplab und wurde ursprünglich Britney Spears angeboten, die diesen Song jedoch ablehnte. Er war auch ursprünglich als letzte Single des Albums vorgesehen, jedoch nicht mehr veröffentlicht, weil die Band mit der Arbeit an ihren dritten Studioalbum beginnen wollte. Die beiden letzten Songs der CD sind nur auf der britischen Version enthalten. Diese wurden von Nicola Roberts beziehungsweise Nadine Coyle mitgeschrieben und von dem jeweiligen Mitglied alleine gesungen.

## Titelliste
1. The Show (Miranda Cooper, Brian Higgins, Tim Powell, Lisa Cowling, Jon Shave) – 3:36
2. Love Machine (Cooper, Higgins, Powell, Cowling, Nick Coler, Myra Boyle, Shawn Lee) – 3:25
3. I’ll Stand by You (Chrissie Hynde, Tom Kelly, Billy Steinberg) – 3:43
4. Jump (for My Love) (Steve Mitchell, Marti Sharron, Gary Skardina) – 3:39
5. Wake Me Up (Cooper, Higgins, Powell, Cowling, Lee, Paul Woods, Yusra Maru’e) – 3:27
6. Deadlines & Diets (Cooper, Higgins, Matt Gray) – 3:57
7. Big Brother (Girls Aloud, Cooper, Higgins, Cowling, Tim "Rolf" Larcombe) – 3:58
8. Hear Me Out (Girls Aloud, Cooper, Higgins, Powell, Cowling) – 3:42
9. Graffiti My Soul (Cooper, Higgins, Powell, Cowling, Peplab) – 3:14
10. Real Life (Cooper, Higgins, Cowling, Larcombe) – 3:41
11. Here We Go (Cooper, Higgins, Gray) – 3:45
12. Thank Me Daddy (Girls Aloud, Cooper, Higgins, Powell, Cowling, Woods, Larcombe) – 3:22
13. I Say a Prayer for You (Nicola Roberts Solo) (Nicola Roberts, Cooper, Higgins, Powell, Cowling) – 3:33 [UK Bonus Track]
14. 100 Different Ways (Nadine Coyle Solo) (Nadine Coyle, Cooper, Higgins, Coler, Cowling) – 3:41 [UK Bonus Track]

## Singleauskopplungen
Jump (for My Love) wird als erste Single des Albums angesehen, er befindet sich aber sowohl auf der Wiederveröffentlichung von Sound of the Underground als auch auf What Will the Neighbours Say?. Der Song erreichte Platz 2 der britischen Charts.
Die erste offizielle Single des Albums, The Show erreichte Platz 2 der britischen Charts. Sie war eine der ersten CDs im drei Zoll Taschenformat in Europa. Der Song schaffte es auch in Griechenland auf Platz 1. Der Song wurde außerdem 2006 in Australien als zweite Single der australischen Version des Nachfolgealbums Chemistry veröffentlicht. Als B-Seite war ein Remix von Jump enthalten.
Love Machine wurde die nächste Singleauskopplung. Da auch dieser Song Platz 2 erreichte, wurde er somit die sechste Top-3-Single der Band. Der Song war zwischen 2006 und 2009 Teil der Werbekampagne von Homebase, einem britischen Einrichtungs- und Gartencenter. Der Song Androgynous Girls war als B-Seite enthalten.
Danach wurde der Song I’ll Stand by You, eine Coverversion von den Pretenders, veröffentlicht. Er wurde für die Wohltätigkeitsveranstaltung Children in Need aufgenommen. Obwohl er von vielen Kritikern negativ beurteilt wurde, wurde der Song der zweite Nummer-1-Hit der Band und erhielt außerdem eine Silber-Auszeichnung. Auf der Single-CD befand sich der Song Real Life als B-Seite.
Wake Me Up, die letzte Single des Albums, erreichte Platz 4 der Charts und war somit die erste Single der Band, welche es nicht in die Top 3 schaffte. Im Jahr 2005 gewann der Song den Popjustice £20 Music Prize für die Beste Single des vergangenen Jahres, welchen die Band schon einmal zuvor gewonnen hatte. Die B-Seiten dieser Single waren History und Loving Is Easy.

## Kommerzieller Erfolg

### Chartplatzierungen
| ChartsChartplatzierungen     | Höchstplatzierung | Wochen |
| ---------------------------- | ----------------- | ------ |
| Vereinigtes Königreich (OCC) | 6 (24 Wo.)        | 24     |

### Auszeichnungen für Musikverkäufe
| Land/Region                  | Auszeichnungen für Musikverkäufe (Land/Region, Auszeichnung, Verkäufe) | Verkäufe |
| ---------------------------- | ---------------------------------------------------------------------- | -------- |
| Vereinigtes Königreich (BPI) | 2× Platin                                                              | 600.000  |
| Insgesamt                    | 2× Platin ·                                                            | 600.000  |